# Осиновка (Чаусский район)
Оси́новка (бел. Асінаўка) — агрогородок в составе Осиновского сельсовета Чаусского района Могилёвской области Республики Беларусь.

## Население
- 2010 год — 314 человека